# Rudolf Kürbitz
Rudolf Kürbitz – polski artysta fotograf. Członek założyciel i prezes Zarządu Łódzkiego Klubu Miłośników Fotografii. Członek rzeczywisty Fotoklubu Polskiego.

## Życiorys
Rudolf Kürbitz związany z łódzkim środowiskiem fotograficznym, mieszkał i pracował w Łodzi – był właścicielem zakładu fotograficznego położonego przy ulicy Piotrkowskiej w Łodzi. Miejsce szczególne w jego twórczości zajmowała fotografia architektury, fotografia krajobrazowa oraz fotografia portretowa – w znacznej części opracowywana w technice chromianowej.
W 1916 był członkiem założycielem (wspólnie z Arturem Pieńkowskim, Siegfriedem Fischerem, Bronisławem Krügerem, Cesarem Starkiem, Alfredem Kurtzwegiem, Rudolfem Hüfferem) Łódzkiego Klubu Miłośników Fotografii, w którym od 1916 do 1932 roku pełnił funkcję prezesa Zarządu ŁKMF. Jako artysta fotograf zadebiutował w 1916 na wystawie fotografii w Łodzi, prezentując prace w technice chromianowej – na krótko przed utworzeniem Łódzkiego Klubu Miłośników Fotografii.
Rudolf Kürbitz aktywnie uczestniczył w wielu wystawach fotograficznych; krajowych i międzynarodowych (m.in. w wystawie fotograficznej członków ŁKMF, która miała miejsce w Muzeum Nauki i Sztuki w Łodzi w 1922 oraz w Ogólnopolskiej Wystawie Fotografii Artystycznej w Łodzi, zaprezentowanej w Galerii Miejskiej, w 1927 był współorganizatorem ww. ekspozycji, w ramach działalności w Łódzkim Klubie Miłośników Fotografii). Jego fotografie otrzymywały wiele akceptacji (m.in. w warszawskim I Międzynarodowym Salonie Fotografii Artystycznej, w 1927 roku, II Międzynarodowym Salonie Fotografii Artystycznej, w 1928 roku, III Międzynarodowym Salonie Fotografii Artystycznej, w 1929 roku).
W 1927 w Fotografie Polskim ukazało się obszerne opracowanie autorstwa Klemensa Składanka o twórczości m.in. Rudolfa Kürbitza. W 1931 roku decyzją Konwentu Seniorów Rudolf Kürbitz został przyjęty w poczet członków rzeczywistych Fotoklubu Polskiego.